# Манго (град)
Манго је град у Индији у држави Џарканд. Према незваничним резултатима пописа 2011. у граду је живело 224.002 становника.

## Становништво
Према незваничним резултатима пописа, у граду је 2011. живело 224.002 становника.
| 1991.   | 2001.   | 2011.   |
| ------- | ------- | ------- |
| 108.108 | 166.125 | 224.002 |